# Amédée III de Genève
Pour les articles homonymes, voir Amédée de Genève et Amédée III.
Amédée III de Genève, né le 29 mars 1311 et mort le 18 janvier 1367, a été comte de Genève vers 1320 à 1367. Il était fils de Guillaume III, comte de Genève, et d'Agnès de Savoie, fille du comte de Savoie Amédée V. Son grand-père paternel était Amédée II de Genève.

## Biographie

### Origine
Amédée (Amé) naît le 29 mars 1311, selon une inscription figurant dans le livre d'heures de sa mère, Agnès de Savoie.
Il est le fils du comte de Genève, Guillaume III, et d'Agnès, fille du comte de Savoie Amédée V,.
Il a deux sœurs, Marguerite et Yolande. Cette dernière épouse, en 1348, Béraud II, comte de Clermont.
Deux des frères d'Agnès deviendront comte de Savoie durant le règne d'Amédée, Édouard (1323-1329) et Aymon (1329-1343).

### Début du règne comtal et organisation

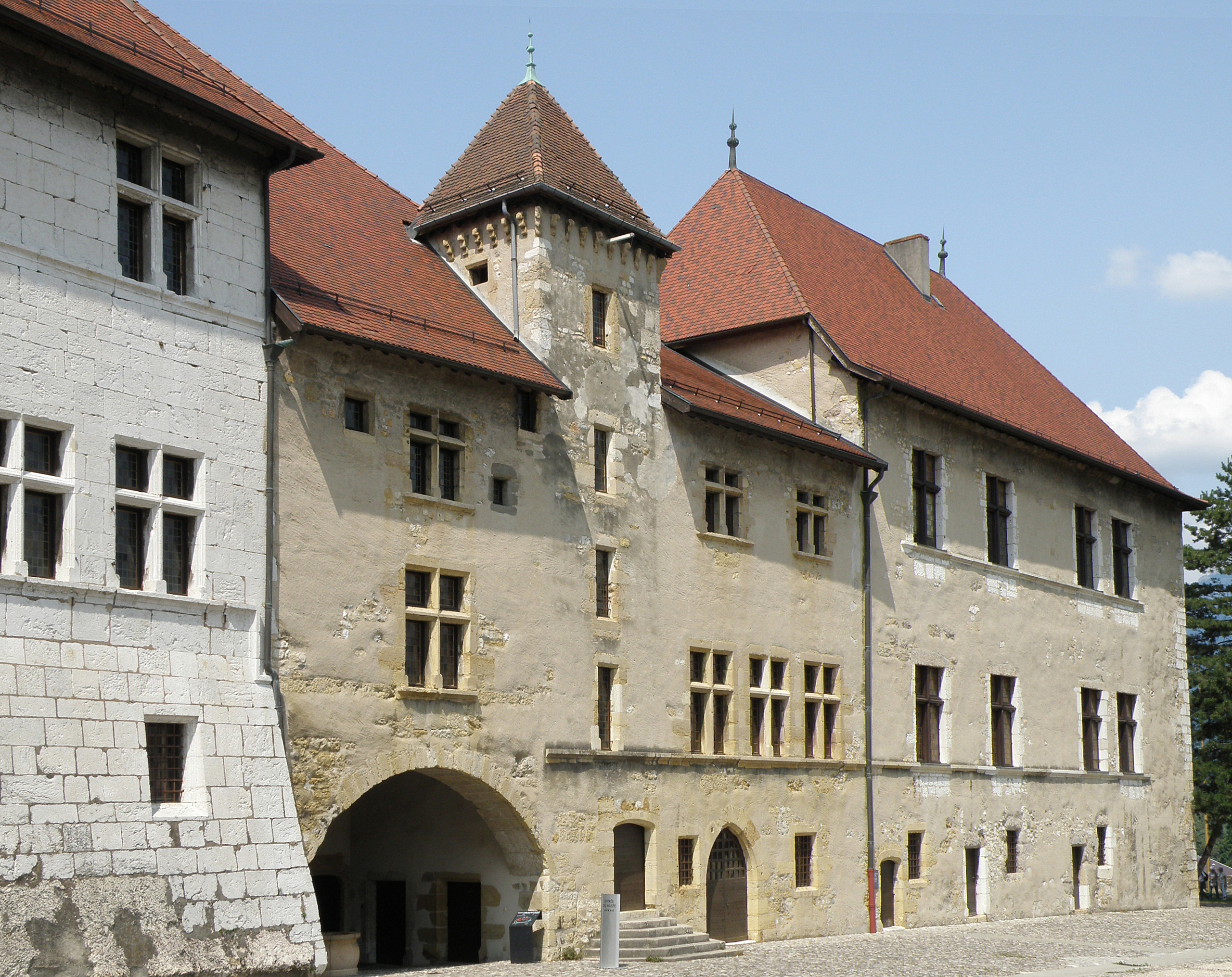
Intérieur du château d'Annecy.

Son père, le comte Guillaume, établit son testament au château d'Annecy, le 11 avril 1319, dans lequel il fait d'Amédée son héritier. Mort quelque temps après, Amédée succède à son père sous le nom d'Amédée III. Mineur, il reste sous tutelle de sa grand-mère, Agnès de Chalon, et de sa mère, Agnès de Savoie, jusqu'à sa majorité en avril 1325.
Amédée fait du château d'Annecy sa résidence principale. Mais il semble que pour la première moitié de son règne, sa cour soit itinérante, comme pour ses voisins en Faucigny ou en Savoie, se rendant par alternance dans ses châteaux de Ternier, de Clermont, d'Alby ou encore Rumilly. Louis Blondel rappelle qu'on prétendait que le comte transféra sa résidence principale au château comtal de La Roche, à la suite de l'incendie de la ville d'Annecy en 1320. Certains auteurs ont fait perdurer cette image en faisant de la ville la nouvelle capitale, bénéficiant d'un renforcement de ses défenses ou de la prospérité apportée par cette installation provisoire. Les comptes de châtellenie permettent d'indiquer qu'il y séjourna avec sa cour de 1320 à 1321. La ville devient un temps, de fait, la seconde capitale du comté. Les réparations du château de La Roche sont réalisées entre 1345 et 1347. Amédée confirme durant cette période la charte de franchises de La Roche en 1339.
En 1334, il épouse Mathilde dite « Mahaut d'Auvergne », fille de Robert VII, comte d'Auvergne et comte de Boulogne (1314-1325), et de sa seconde femme Marie de Flandre-Dampierre-Termonde,,,, vicomtesse de Châteaudun en partie, fille de Guillaume Ier de Termonde.
Le comte Amédée III fait une donation de Vésenaz, en 1336, aux religieuses de l'abbaye de Bellerive,.
Le comté est subdivisé en châtellenies, qui en compte 25, dont on connaît le fonctionnement grâce aux comptes. Avec la cour itinérante, la Cour comtale se déplace elle aussi à travers la principauté pour établir la justice. Elle semble toutefois se fixer à Annecy à partir des années 1337 ou 1340.
En 1350, il concède les statuts de Thônes, avec le consentement de sa femme Mathilde,.

### Relation avec la maison de Savoie: entre alliance, paix et soumission
Pris dans le conflit entre les comtes de Savoie aux dauphins du Viennois, Amédée III participe à la bataille de Varey, qui eut lieu le 7 août 1325, entre Édouard de Savoie, dont il est le neveu, et Guigues VIII du Viennois, qu'il soutient. À l'avènement du nouveau comte de Savoie, Aymon, en 1329, Amédée lui rend hommage. Cet acte engage notamment la paix entre les deux comtés après presque cent ans de conflit. Il tourne ainsi le dos à l'alliance contre le comte de Savoie.
Ce rapprochement avec de la maison de Savoie, l'amène également à exercer dès 1343, avec le baron Louis II de Vaud, la régence pour le jeune comte de Savoie Amédée VI, héritier du titre à l'âge de 9 ans,,,. Le comte de Savoie s'émancipe de cette tutelle lors de sa majorité en 1348.
L'alliance entre les deux comtes se renforce en 1349. Les deux comtes s'accordent en effet pour combattre l'influence nouvelle du roi de France dans la région lémanique et en Faucigny, et notamment son rapprochement avec le Dauphin,. Surtout lorsqu'en 1349, où le Dauphin est sommé lors du traité de Romans de vendre au roi de France le Dauphiné de Viennois, mais également la baronnie du Faucigny, enclave entre le comté de Genève et le comté de Savoie. L'évêque de Genève, Alamand de Saint-Jeoire, se rapproche de ce nouveau prince. Alors qu'Amédée avait rendu hommage à l'évêque en 1346 au château de Clermont, il entreprend aux côtés du comte de Savoie une lutte contre celui-ci. Amédée renforce la garnison de son château de Charousse, en amont du Faucigny, et prend le château de Peney, centre de la seigneurie de Mandement relevant de l'évêque, en novembre 1349,. Le conflit pousse l'évêque à se réfugier en Avignon.
Cependant, en 1351, alors que le comte de Genève établit des contrats avec ses voisins, l'évêque et le Dauphin, à propos de ses possessions, il semble également entrer dans une alliance avec la coalition du roi de France. À cette même période, son oncle, Hugues, obtient par mariage la seigneurie de Gex. Ce dernier avait par ailleurs obtenu, grâce à son soutien au Dauphin, la gestion du Faucigny, en 1350. Hugues de Genève tente de relancer la lutte, mais les troupes genevoises sont défaites aux Abrets en 1352. Face à ces nouvelles alliances, le comte de Savoie entreprend une grande offensive contre ses voisins. Ce coup de force surprend le roi de France qui abandonne ses prétentions sur cette région et cède le Faucigny en 1355 au comte de Savoie. Amédée se trouve isolé face aux prétentions de son voisin le comte de Savoie. Le comte de Genève doit se reconnaître vaincu en juillet 1355. Le comté de Genève se trouve désormais enclavé dans l'immense territoire contrôlé par la maison de Savoie.

### Fin de règne

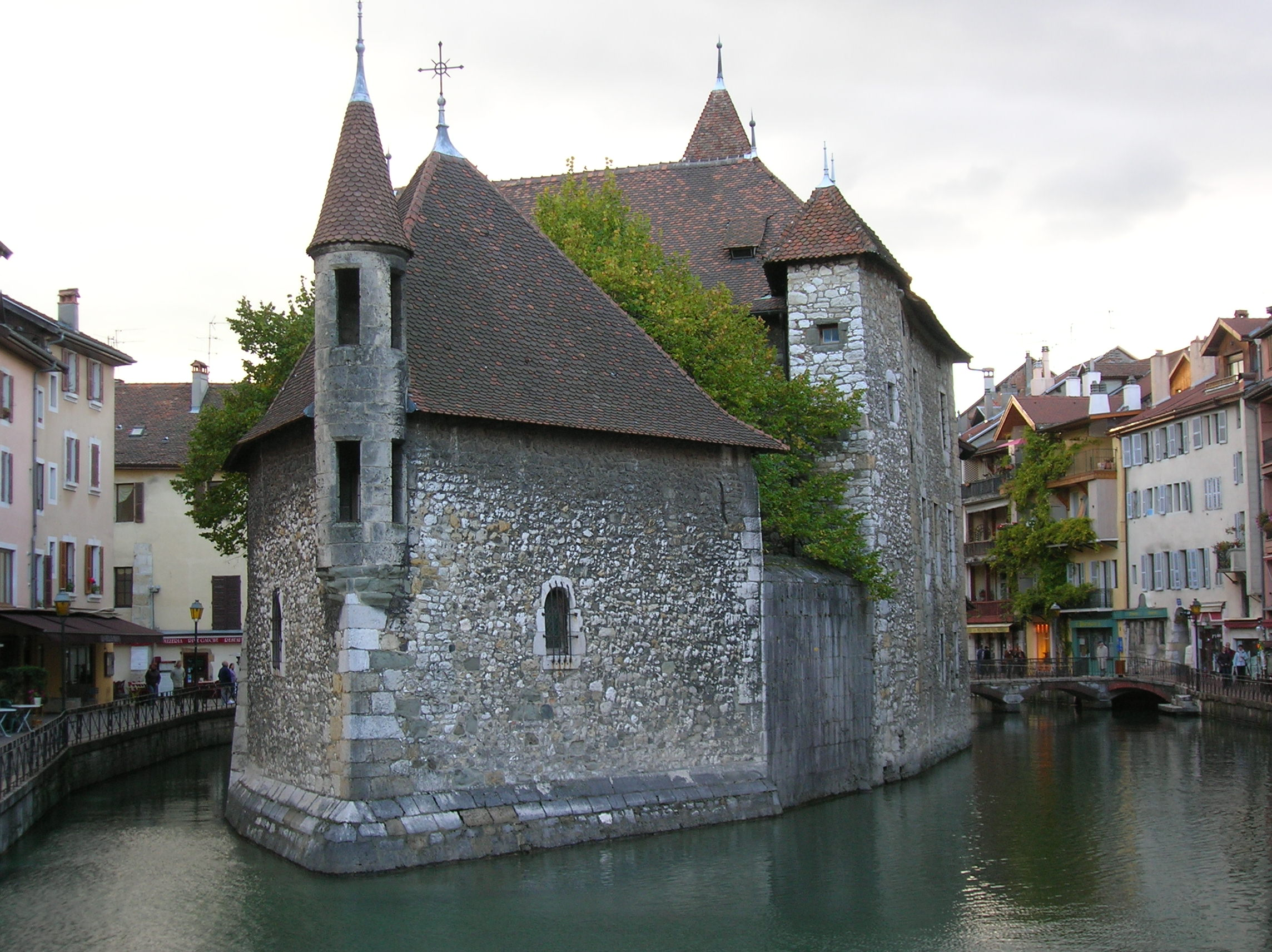
Le Palais de l'Isle qui fut une prison et un atelier monétaire.

En 1356, il obtient de l'empereur Charles IV, le droit de battre monnaie, privilège détenu jusqu'à présent par l'évêque Genève,,, sur le palais de l'Isle d'Annecy. Le château sert aussi de prison. Durant cette période, le terme Genevois apparaît pour désigner le comté de Genève.
Le 5 mai 1358, Charles IV fait publier six actes permettant de placer le comte de Genève, qualifié d'« illustratis », et ses terres sous sa protection, ainsi que de lui accorder certains privilèges,, dont l'obtention de la « commission ou [du] vicariat ». Amédée peut désormais « échapper à la juridiction savoyarde ». Il obtient également le « droit d'établir des monnayeurs dans son comté, pour sa vie seulement ». Deux ans plus tard, ce sont les industriels du comté qui obtiennent des privilèges.

Le 21 décembre 1358, Amédée jure fidélité au comte de Savoie et lui fait hommage, pour une partie de ses possessions (les châteaux et villes d'Arlod, d'Annecy, de Châtel, de Clermont, de Duingt, de Gaillard, de Gruffy, de La Bâtie, de La Roche, de Thônes).
En 1364, il devient chevalier de l'ordre de l'Annonciade, créé par le comte Amédée VI,.

### Mort et succession
Le 15 octobre 1360, le comte Amédée teste dans son château de La Balme. Il ajoute un codicille le 18 janvier 1367 dans lequel il stipule que si ses fils meurent sans héritier mâle, sa fille aînée Marie ou ses fils, ou sa sœur cadette et ses descendants, etc. hériteraient du titre. La tradition historique fixe la mort du comte ce jour-là, à Annecy,.
Ses cinq fils lui succèdent, l'aîné Aymon, puis ses frères Amédée, Jean, Pierre et Robert. À la mort du dernier héritier mâle, son épouse Mathilde d'Auvergne et ses filles cadettes, Blanche, Jeanne et Catherine, s'unissent pour contester les deux héritiers des titres et droits de la maison de Genève, Humbert de Villars, puis Odon de Villars, malgré les décisions arbitrales.

## Famille
Amédée de Genève épouse, en 1334, Mathilde d'Auvergne dite « Mahaut d'Auvergne » ou « de Boulogne » († 1399), fille de Robert VII d'Auvergne. Ils ont dix enfants, peut-être onze. Les cinq garçons, Aymon († 1367), Amédée († 1368), Jean († 1370), Pierre († 1393), Robert (né vers 1342-† 1394), se succéderont à la tête du comté. Aucun n'aura d'héritier mâle.
Pierre épouse en Marguerite de Joinville, héritière du comté de Vaudémont. À sa mort, Robert, lui succède. Ce dernier a fait une carrière ecclésiastique majeure — il est successivement évêque de Thérouanne (1353-1368), évêque de Cambrai (1368-1378), puis cardinal en juin 1371 — puisqu'il devient pape, sous le nom de Clément VII, du 20 septembre 1378 au 16 septembre 1394, choisi par le parti français contre le pape romain Urbain VI, initiant ainsi le Grand Schisme d'Occident.
Le couple a également cinq filles : Marie, Blanche, Jeanne († 1389), Yolande († avant 1363), et Catherine († 1407) :
- L'aînée, Marie († 1382), est promise dans un premier temps (1346) à Philippe II de Savoie-Achaïe, seigneur de Piémont, puis elle épouse en 1361 (sans postérité) Jean II de Chalon-Arlay († 1362 ; veuf de sa première femme Marguerite de Mello)[13] ; elle se remarie en secondes noces, en 1368, avec Humbert VII de Thoire[13] : leur fille Louise de Thoire-Villars épouse sans postérité Guillaume IV de Vienne (cf. ci-dessous), et leur fils, Humbert de Villars, héritera — à la mort en 1394 du dernier comte de la maison de Genève — du titre et des terres de Genève, mais il meurt dès 1400, sans postérité non plus ;
- Blanche, dame de Frontenay, † 1416, épouse en 1363 (sans postérité) Hugues II de Chalon-Arlay, vicomte de Besançon (1362-1392), vicaire impérial (1364-1392), beau-fils de Marie de Genève car fils de Jean II de Chalon-Arlay et de sa première femme Marguerite de Mello[13]. Blanche hérite du titre de comtesse de Genève en 1400, à la mort de son neveu Humbert de Villars, par contrat avec sa cadette Catherine, leur mère la comtesse douairière Mahaut d'Auvergne-Boulogne étant morte en 1396[42] ;
- Jeanne († 1389), épouse en 1358 Raymond V des Baux, prince d'Orange[13] († 1393). Ce dernier est le fils d'Anne de La Tour du Pin et de Raimond IV des Baux, fils lui-même de Bertrand IV des Baux d'Orange et d'Eléonore de Genève, petite-fille de Guillaume II de Genève), d'où Marie des Baux († 1417), qui épouse en 1386 Jean III de Chalon-Arlay ;
- Yolande († 1362) sans postérité, épouse au début de l'année 1360 Aymeri VI, vicomte de Narbonne[13] ;
- Catherine († 1407), épouse en 1380, au château de Duingt, Amédée de Savoie-Achaïe, prince d'Achaïe[13], d'où postérité.

Le baron Jean-Louis d'Estavayer, auteur d'une Histoire généalogique de la maison de Joux (1843), mentionne une Louise qui aurait été l'épouse de Guillaume (V), fils de Guillaume (IV) de Vienne, seigneur de Saint-Georges et Seurre, Joux, Ste-Croix..., sans toutefois pouvoir apporter de preuves. Il indique cependant en note qu'Antoine-Joseph Lévrier (1746-1823) dans sa Chronologie historique des Comtes de Genevois (1787) n'en fait aucune mention. En fait, Guillaume V de Vienne († 1456) épousa Alix, fille de Jean III de Chalon-Arlay et de Marie des Baux. Il avait pour belle-mère Louise de Thoire-Villars, fille de Marie de Genève et d'Humbert VII de Thoire, première femme en 1387 (sans postérité) de son père Guillaume IV.